# Opsoclono
Il termine opsoclono (composto del greco ὄψις, «vista», e κλόνος, «tremito») rappresenta movimenti involontari incontrollati degli occhi, caotici e multivettoriali cioè ad orientamento orizzontale, verticale e diagonale. Questa anomalia, definita anche saccadomania, scompare durante il sonno. Sia i flutter che l'opsoclono sono frequenti nella patologia cerebellare, a seguito di encefaliti virali. I movimenti possono avere una piccola ampiezza, appaiono cioè come minuscole deviazioni rispetto alla posizione primaria.